# Tarquinia Molzová
Tarquinia Molza (1. listopadu 1542 – 8. srpna 1617) byla italská renesanční básnířka, zpěvačka a přírodovědec. V letech 1583–1589 byla dvorní dámou Markéty Gonzagové, z tohoto místa byla propuštěna kvůli svému vztahu s  hudebníkem Giachesem de Wertem. Tarquinia Molza je hrdinkou traktátu Francesca Patriziho L'amorosa filosofia.